# Conogryllus testaceus
Conogryllus testaceus är en insektsart som först beskrevs av Lucien Chopard 1934.  Conogryllus testaceus ingår i släktet Conogryllus och familjen syrsor. Inga underarter finns listade i Catalogue of Life.